# Trattato di Tripoli (1796)
Il Trattato di Tripoli (Trattato di pace e amicizia tra gli Stati Uniti d'America e il Bey e sudditi di Tripoli di Barberia) fu firmato nel 1796. È stato il primo trattato tra gli Stati Uniti d'America e Tripoli (oggi Libia) per garantire i diritti di navigazione commerciale e proteggere le navi americane nel Mar Mediterraneo dai pirati barbareschi locali.
Fu scritto da Joel Barlow, un ardente repubblicano jeffersoniano, e firmato a Tripoli il 4 novembre 1796 e ad Algeri (come parte terza) il 3 gennaio 1797. Fu ratificato dal Senato degli Stati Uniti all'unanimità senza dibattito il 7 giugno 1797, con effetto dal 10 giugno 1797, con la firma del presidente John Adams.
Il Trattato è spesso citato nelle discussioni riguardanti il ruolo della religione nel governo degli Stati Uniti, a causa di una clausola nell'articolo 11 della versione americana in lingua inglese che afferma che "il governo degli Stati Uniti d'America non è, in ogni senso, fondato sulla religione cristiana".
Il trattato fu violato da Tripoli e dopo la prima guerra barbaresca venne firmato il 4 luglio 1805 un trattato sostitutivo di pace e amicizia.

## Pirati barbareschi
Per tre secoli fino al tempo del trattato, lo coste del Mar Mediterraneo erano depredate dagli stati barbareschi nordafricani (Tripoli, Algeri, Marocco e Tunisia) attraverso i corsari (la pirateria è sanzionata dal governo). Gli ostaggi catturati dai pirati barbareschi erano riscattati o ridotti in schiavitù, contribuendo alla tratta principale degli schiavi dell'Impero ottomano (del quale gli stati barbareschi erano un segmento). La vita per i prigionieri era spesso dura e molti morivano a causa delle loro cure. Alcuni prigionieri "diventavano turchi", cioè si convertivano all'Islam, scelta che gli rendeva la vita più facile in cattività.
Prima della rivoluzione americana (1775-1783), le colonie britanniche nel Nord America erano protette contro i pirati barbareschi dai trattati e dalle navi da guerra britanniche della Royal Navy. Durante la Rivoluzione, il Regno di Francia formò un'alleanza con le ex colonie britanniche nel 1778, ora proclamati Stati Uniti d'America indipendenti e si assunse, con la Marina francese, la responsabilità di fornire protezione alle navi mercantili statunitensi nel Mediterraneo e nell'Oceano Atlantico orientale contro i pirati barbareschi  . Dopo la fine della guerra rivoluzionaria e la conquista dell'indipendenza con la firma del Trattato di Parigi (1783), gli nuovi Stati Uniti dovettero affrontare da sole la minaccia dei pirati barbareschi. Due navi americane furono catturate dai pirati algerini nel luglio 1785, i sopravvissuti furono costretti alla schiavitù e il loro riscatto venne fissato a 60000 $. Circolò una voce che affermava che Benjamin Franklin, che era in viaggio dalla Francia a Filadelfia più o meno in quel periodo, era stato catturato dai pirati barbareschi. Ciò causò notevoli agitazioni negli Stati Uniti. Con lo scioglimento dell'ex Marina Continentale e la vendita della sua ultima nave da guerra da parte del Congresso della confederazione nel 1785, gli Stati Uniti, al momento senza una marina permanente, e tanto meno una in grado di proiettare una forza attraverso un oceano, furono costretti a pagare un tributo in merci e denaro alle nazioni barbaresche per garantire la sicurezza delle proprie navi e per la libertà dei suoi cittadini catturati.
Subito dopo la formazione degli Stati Uniti, la navigazione corsara nel Mar Mediterraneo e nell'Oceano Atlantico orientale dalle nazioni della costa barbaresca spinse gli Stati Uniti ad avviare una serie di cosiddetti trattati di pace, noti collettivamente come trattati barbareschi. Trattati individuali furono negoziati con il Marocco (1786), Algeri (1795), Tripoli (1797) e Tunisi (1797), tutti più di una volta. Il console generale degli Stati Uniti negli stati barbareschi di Algeri, Tripoli e Tunisi era Joel Barlow, che si occupò del testo di vari trattati (incluso il Trattato di Tripoli) e sostenne gli sforzi diplomatici statunitensi sulla costa barbaresca. Il commissario plenipotenziario (e ministro del Regno di Spagna a Madrid) degli Stati Uniti, David Humphreys, ebbe l'onere di stabilire un trattato con Tripoli e incaricò Joel Barlow e Joseph Donaldson di mediarlo. Fu Joel Barlow a certificare le firme sull'originale arabo e sulla copia inglese che gli era stata fornita. Successivamente, il capitano Richard O'Brien stabilì il trasporto originale delle merci negoziate insieme al trattato, ma fu il console americano James Leander Cathcart a consegnare i requisiti finali per il pagamento del trattato.

## Firma e ratifica
Il primo presidente degli Stati Uniti, George Washington, nominò il suo vecchio collega David Humphreys Commissario Plenipotenziario il 30 marzo 1795, al fine di negoziare un trattato con le potenze barbaresche. Il 10 febbraio 1796, Humphreys nominò Joel Barlow e Joseph Donaldson "agenti minori" per stipulare un "Trattato di pace e amicizia". Sotto l'autorità di Humphreys, il trattato fu firmato a Tripoli il 4 novembre 1796 e certificato ad Algeri il 3 gennaio 1797. Humphreys riesaminò il trattato e lo approvò a Lisbona il 10 febbraio 1797.
Il trattato ufficiale era in arabo e una versione tradotta dal Console Generale Barlow fu ratificata dagli Stati Uniti il 10 giugno 1797. Si diceva che l'articolo 11 del trattato non facesse parte della versione araba originale del trattato; al suo posto ci fosse una lettera del Governatore di Algeri al Pascià di Tripoli. Tuttavia, è il testo inglese che è stato ratificato dal Congresso. Miller dice: "la traduzione di Barlow è quella che è stata presentata al Senato (American State Papers, Foreign Relations, II, 18-19) e che è stampata negli Statutes at Large e in generale nelle raccolte dei trattati; è quel testo inglese che negli Stati Uniti è sempre stato considerato il testo del trattato".
Il trattato aveva impiegato sette mesi di viaggio da Tripoli ad Algeri, poi in Portogallo e, infine, verso occidente attraverso l'Oceano Atlantico settentrionale, fino agli Stati Uniti, ed era stato firmato da funzionari ad ogni tappa lungo il percorso. Non ci sono registrazioni di discussioni o dibattiti sul Trattato di Tripoli al momento della ratifica. 

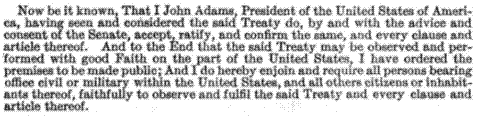
Dichiarazione della firma del presidente Adams

Tuttavia, vi è una dichiarazione fatta dal presidente John Adams sul documento che recita:
Ora si sappia che io, John Adams, Presidente degli Stati Uniti d'America, avendo visto e considerato il suddetto Trattato, accetto, ratifico e confermo lo stesso e ogni clausola con il consiglio e il consenso del Senato e articolo della stessa. E affinché il suddetto Trattato possa essere osservato ed eseguito con buona fede da parte degli Stati Uniti, ho ordinato che le premesse fossero rese pubbliche; E con la presente impongo e richiedo a tutte le persone che ricoprono cariche civili o militari negli Stati Uniti, e tutti gli altri cittadini o abitanti degli stessi, di osservare fedelmente e adempiere a detto Trattato e ad ogni sua clausola e articolo.
I registri ufficiali mostrano che dopo l'invio del trattato da parte presidente John Adams degli Stati Uniti al Senato per la ratifica nel maggio 1797, esso fu letto nella sua interezza ad alta voce dall'aula del Senato e ne furono stampate copie per ogni senatore. Un comitato analizzò il trattato e raccomandò la ratifica. Ventitré dei trentadue senatori in carica erano presenti per la votazione del 7 giugno che ha approvato all'unanimità la raccomandazione di ratifica.
Tuttavia, prima che chiunque negli Stati Uniti vedesse il Trattato, i pagamenti richiesti, sotto forma di beni e denaro, erano stati effettuati da parte. Come dichiarò Barlow: "La presente scrittura fatta di nostra mano e consegnata al capitano americano O'Brien fa sapere che ci ha consegnato quarantamila dollari spagnoli, tredici orologi d'oro, d'argento e pinsbach, cinque anelli, di cui tre di diamanti, uno di zaffiro e uno con dentro un orologio, centoquaranta piqué di stoffa e quattro caftani in broccato, e questi per la pace conclusa con gli americani". Tuttavia, questa era una quantità incompleta di merci stipulata ai sensi del trattato (secondo il Pascià di Tripoli) e ulteriori 18000 $ dovevano essere pagati dal console americano James Leander Cathcart al suo arrivo il 10 aprile 1799.
Fu solo quando questi beni finali furono consegnati che il Pascià di Tripoli riconobbe il Trattato come ufficiale. In Trattati e altri atti internazionali degli Stati Uniti d'America, di David Hunter Miller, che è considerata un'autorevole raccolta di accordi internazionali degli Stati Uniti tra il 1776 e il 1937, Hunter Miller descrive: "Mentre la ratifica originale rimase nelle mani di Cathcart [...] è possibile che una copia di ciò sia stata consegnata al momento della transazione del 10 aprile 1799, e inoltre è possibile che ci fosse pressoché qualcosa nella natura di uno scambio di ratifiche del trattato intorno al 10 aprile 1799, il giorno della transazione concordata." È allora che il Pascià dichiara in una lettera a John Adams il 15 aprile 1799: "Con la quale abbiamo consumato la Pace che, da parte nostra, sarà inviolata, a condizione che Tu sia disposto a trattarci come fai con le altre Reggenze, senza qualsiasi differenza venga fatta tra noi. Che è tutto ciò che abbiamo, attualmente, da dirti, augurandoti allo stesso tempo la più illimitata prosperità".

### Controversie: l'Articolo 11
L'articolo 11 è stato, e lo è tuttora, un punto di contesa nelle controversie della cultura popolare sulla dottrina della separazione tra chiesa e stato in quanto si applica ai principi fondanti degli Stati Uniti. Alcuni portavoce religiosi affermano che, nonostante la ratifica unanime da parte del Senato degli Stati Uniti del testo in inglese che conteneva l'Articolo 11, la pagina contenente suddetto articolo non è presente nella versione araba del trattato. Lo scopo contemporaneo dell'articolo 11 era di chiarire che gli Stati Uniti erano uno stato laico e di rassicurare i musulmani che l'accordo non era con un'estensione delle precedenti nazioni cristiane che prendevano parte alle crociate.

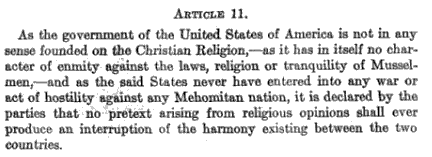
Articolo 11

L'articolo 11 recita:
Art. 11. Poiché il governo degli Stati Uniti d'America non è, in alcun senso, fondato sulla religione cristiana; poiché non ha di per sé alcun carattere di inimicizia contro le leggi, la religione o la tranquillità dei musulmani; e come detto Uniti non è mai entrato in qualsiasi guerra o atto di ostilità contro qualsiasi Maomettano, è dichiarato dalle parti che nessun pretesto derivante da opinioni religiose deve mai produrre un'interruzione dell'armonia esistente tra i due paesi.
Secondo Frank Lambert, professore di storia alla Purdue University, le assicurazioni dell'articolo 11 erano "intese a placare le paure dello Stato musulmano insistendo sul fatto che la religione non avrebbe governato il modo in cui il trattato veniva interpretato e applicato. John Adams e il Senato hanno chiarito che il patto era tra due stati sovrani, non tra due potenze religiose".

Lambert scrive:
Con le loro azioni, i Padri Fondatori hanno chiarito che la loro preoccupazione principale era la libertà religiosa, non il progresso di una religione di stato. Gli individui, non il governo, definirebbero la fede e la pratica religiosa negli Stati Uniti. Così i fondatori hanno assicurato che in nessun senso ufficiale l'America sarebbe stata una repubblica cristiana. Dieci anni dopo che la Convenzione costituzionale ha concluso i suoi lavori, il paese ha assicurato al mondo che gli Stati Uniti erano uno stato laico e che i suoi negoziati avrebbero aderito allo stato di diritto, non ai dettami della fede cristiana. Le assicurazioni erano contenute nel Trattato di Tripoli del 1797 e avevano lo scopo di dissipare i timori dello Stato musulmano insistendo sul fatto che la religione non avrebbe governato il modo in cui il trattato veniva interpretato e applicato. John Adams e il Senato hanno chiarito che il patto era tra due stati sovrani, non tra due potenze religiose.
Il trattato è stato stampato sulla Philadelphia Gazette e su due giornali di New York, con solo scarso dissenso pubblico, in particolare da William Cobbett.

### Dissenso successivo
Un membro di spicco del gabinetto di Adams, il segretario alla guerra James McHenry, ha affermato di aver protestato contro il linguaggio dell'articolo 11 prima della sua ratifica. Scrisse al Segretario del Tesoro Oliver Wolcott, Jr., il 26 settembre 1800: "Il Senato, mio caro amico, e lo dissi allora, non avrebbe mai dovuto ratificare il trattato a cui si alludeva, con la dichiarazione che 'il governo degli Stati Uniti, non è, in alcun senso, fondato sulla religione cristiana”. Su che altro si basa? Questo atto mi è sempre parso come calpestare la croce. Non ricordo che Barlow sia stato nemmeno rimproverato per questo oltraggio al governo e alla religione."

### Traduzione e l'Articolo 11

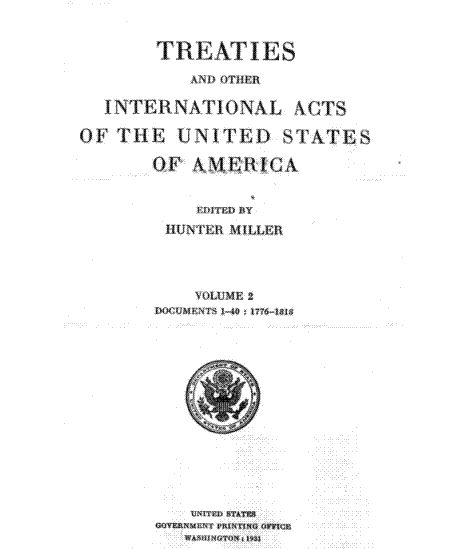
Indagine e note di Miller

La traduzione del Trattato di Tripoli da parte di Barlow è stata messa in discussione, ed è stato contestato se l'articolo 11 nella versione inglese del trattato ratificato dal Senato degli Stati Uniti corrisponda a qualcosa di simile nella versione araba.
Nel 1931 Hunter Miller completò una commissione del governo degli Stati Uniti per analizzare i trattati degli Stati Uniti e per spiegare come funzionano e cosa significano per la posizione giuridica degli Stati Uniti in relazione al resto del mondo. Secondo le note di Hunter Miller, "la traduzione di Barlow è nel migliore dei casi un misero tentativo di parafrasi o riassunto del senso dell'arabo" e "l'articolo 11 [...] non esiste affatto."

Dopo aver confrontato la versione americana di Barlow con la versione araba e quella italiana, Miller continua affermando che:
Il testo arabo compreso tra gli articoli 10 e 12 è in forma di lettera, rozzo e sgargiante e senza alcuna importanza, dal Dey di Algeri al Pasha di Tripoli. Il modo in cui quella trascrizione è stata scritta ed è stata considerata, come nella traduzione di Barlow, come l'articolo 11 del trattato come ivi scritto, è un mistero e apparentemente deve rimanere tale. Nulla nella corrispondenza diplomatica dell'epoca getta luce sul punto.
Da ciò Miller conclude: "Un ulteriore e forse uguale mistero è il fatto che dal 1797 la traduzione di Barlow è stata universalmente e fedelmente accettata come il giusto equivalente dell'arabo [...] eppure la prova del carattere errato della traduzione di Barlow è stata negli archivi del Dipartimento di Stato forse fin dal 1800 o giù di lì".

Tuttavia, come ha osservato Miller:
Va ricordato che la traduzione di Barlow è quella che è stata presentata al Senato (American State Papers, Foreign Relations, II, 18-19) e che è stampata negli Statutes at Large e in generale nelle raccolte di trattati; è quel testo inglese che negli Stati Uniti è sempre stato considerato il testo del trattato.
Nonostante i testi in arabo e in inglese differiscano, la traduzione di Barlow (incluso l'articolo 11) era il testo presentato dal presidente e ratificato all'unanimità nel 1797 dal Senato degli Stati Uniti secondo rigorose procedure costituzionali. Secondo lo studioso di diritto americano Francis Wharton il documento originale è stato redatto da un ex predicatore congregazionale

## Guerre barbaresche
Il trattato fu infranto nel 1801 da Yusuf Karamanli, il Pascià di Tripoli, per il rifiuto del presidente Thomas Jefferson di sottomettersi alle richieste del Pascià di aumentare i pagamenti.
Attraverso le successive battaglie, Tripoli alla fine acconsentì a termini di pace con gli Stati Uniti. Tobias Lear negoziò un secondo "Trattato di pace e amicizia" con il Pasha Yusuf il 4 giugno 1805. Per lo sgomento di molti americani, il nuovo accordo includeva un riscatto di 60000 $ per il rilascio dei prigionieri dalla USS Philadelphia e da diverse navi mercantili statunitensi. Nel 1807, Algeri era tornata a prendere in ostaggio navi e marinai statunitensi. Distratti dai preludi alla guerra del 1812 e dalla guerra stessa, gli Stati Uniti non furono in grado di rispondere alle provocazioni fino al 1815, con la seconda guerra barbaresca, concludendo così la prima e la seconda guerra barbaresca (1800-1815).